# Sekandjabin

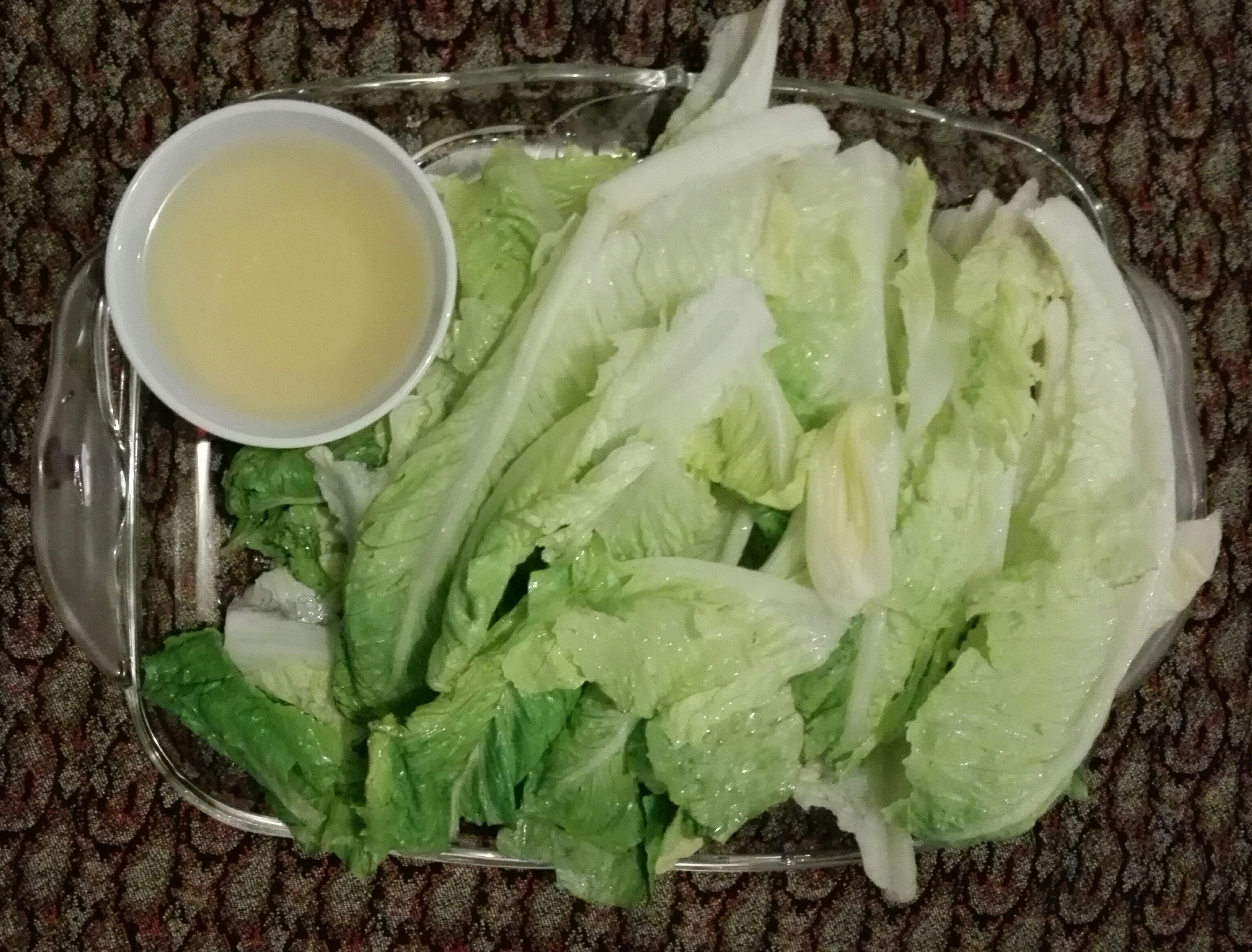
Sauce sekandjabin accompagnant de la laitue.

Le sekandjabin (en persan : سکنجبین, sekanjabin) est une sauce iranienne à base de miel et de vinaigre.
Le Sekandjabin est généralement servi en été, parfois assaisonné de menthe.